# 圣戈当斯区
圣戈当斯区（法語：Arrondissement de Saint-Gaudens），又译圣戈当区，是法国上加龙省所辖的一个区，位于该省西南部。总面积2139.6平方公里，总人口77435，人口密度36人/平方公里（2018年）。行政中心为圣戈当斯，境内主要城市包括巴涅尔德吕雄、科曼日地区圣贝特朗。

## 辖区
圣戈当斯区辖有235个市镇。